# Andillac
Andillac is een gemeente in het Franse departement Tarn (regio Occitanie) en telt 123 inwoners (2016). De plaats maakt deel uit van het arrondissement Albi.

## Geografie
De oppervlakte van Andillac bedraagt 5,4 km², de bevolkingsdichtheid is dus 23 inwoners per km².
De onderstaande kaart toont de ligging van Andillac met de belangrijkste infrastructuur en aangrenzende gemeenten.

## Demografie
Onderstaande figuur toont het verloop van het inwonertal (bron: INSEE-tellingen).

## Geboren in Andillac
- Maurice de Guérin  (1810-1839), dichter